# Gautier Lloris
Gautier Lloris (Nice, 18 de julho de 1995) é um futebolista francês que atua como zagueiro. Atualmente joga pelo Le Havre.
É o irmão mais novo de Hugo Lloris, goleiro do LAFC e ex-goleiro da Seleção Francesa.

## Carreira
Gautier Lloris começou a carreira no Nice, tendo sido emprestado ao Ajaccio em 2018.